# Pyramidops aelleni
Pyramidops aelleni is een hooiwagen uit de familie Pyramidopidae.